# Theophil Friedrich Christen
Theophil Friedrich Christen (* 1 de abril de 1873 en Basilea; † 6 de mayo de 1920 en Genfersee) fue un doctor, matemático, físico, economista y un pionero de la medicina física, en particular de la radiación con rayos X.

## Biografía
Christen nació en una familia de comerciantes. Su padre fue Theophil Christen-Weber, y su madre era nieta del famoso matemático suizo Leonhard Euler.
Cuando Theophil Christen se graduó de la secundaria decidió estudiar matemáticas en la Universidad de Basilea. Después continuó sus estudios en la Universidad de Leipzig. Aquí las prioridades eran la física, la química y la meteorología. Leipzig, decidió estudiar doctorado en matemáticas.
Durante unos dos años permaneció en Francia, trabajó en el Observatorio de París. En 1898 regresó a Suiza y trabajó hasta 1901 en el Politécnico de Zúrich. Aquí, Christen se familiarizó con los métodos de la medicina física y decidió comenzar realizando un estudio de la medicina general en Berna. Después de graduarse con éxito abrió una oficina médica en Uetendorf-Kirchdorf y recibió su doctorado en medicina en 1905. Ejerció un período como médico en Albisbrunn. En ese entonces, adquirió conocimientos de cirugía general en La Chaux-de-Fonds. Continuó sus estudios en Londres y en Filadelfia (Pensilvania).
En 1908 cuando Christen se preparaba para su habilitación, se hizo cargo de la oficina de un doctor en Berna. En 1909 la Facultad de Medicina de Berna, le entregó la licencia para la enseñanza de la Medicina, especialmente para el ámbito de la terapia física. El tema de su tesis fue: "La claridad de la radiografía como un problema de absorción". En 1915 Theophil Christen se mudó a Múnich. Donde estableció el Instituto de Investigación de Radiación.
Además de su trabajo académico, Theophil fue partidario de algunas ideas revolucionarias. Fue un comprometido partidario del idioma Esperanto y de la dieta vegetariana. Motivado por la idea de la libre economía, Christen se reunió con Silvio Gesell en 1901. Más tarde se unió a la libre Suiza, luego comenzó con el tratamiento científico del problema del dinero y con las ideas de la reforma agraria. En 1918 participó como secretario de Silvio Gesell en la República Soviética de Baviera. Tras el fracaso de Christen y los obreros, fue arrestado y acusado de traición. Después de varios meses de detención, se decidió su libertad y Christen regresó a Suiza.
Christen Theophil sufría de una neuralgia del nervio trigémino masiva, que le ocasionó graves trastornos mentales y que en 1920 lo llevó a suicidarse en Ginebra.

## Homenajes
La publicación alemana Zeitschrift für medizinische Physik escribió:
«El matemático y físico suizo Theophil Christen fue uno de los pioneros importantes en la física médica. El estructuro el confuso campo de los conceptos y definiciones físicas para las aplicaciones medicas de los rayos-X y pavimento el camino para el estudio moderno de la dosimetría.»
En su honor, la Sociedad Suiza de Radiobiología y Medicina Física estableció la Medalla Theophil-Christians en el 2006, el primer ganador de esta medalla fue Jean-François Valley.

## Publicaciones
- "Ausbeutungslose Freiwirtschaft : Frei von privater Ausbeutung! ; Frei von staatlicher Bevormundung! ; Stark zur Selbstverantwortung!" (English: "Exploitative Lose Free Economy: Free from private exploitation! ; Free of state paternalism! ; Strong self-responsibility! ")
- "Das Geldwesen: ein dynamisches System" (English: "The Banks: a dynamic system")
- "Die Kaufkraft des Geldes und ihre Bedeutung für die Volkswirtschaft" (English: "The purchasing power of money and its importance for the national economy")
- "Die politische Frauenfibel" (English: "The Women's Political Primer")